# 駒根市
駒根市（日语：／ Komagane shi */?）為日本長野縣南部南信地方的都市，旧為上伊那郡。

## 行政區合併

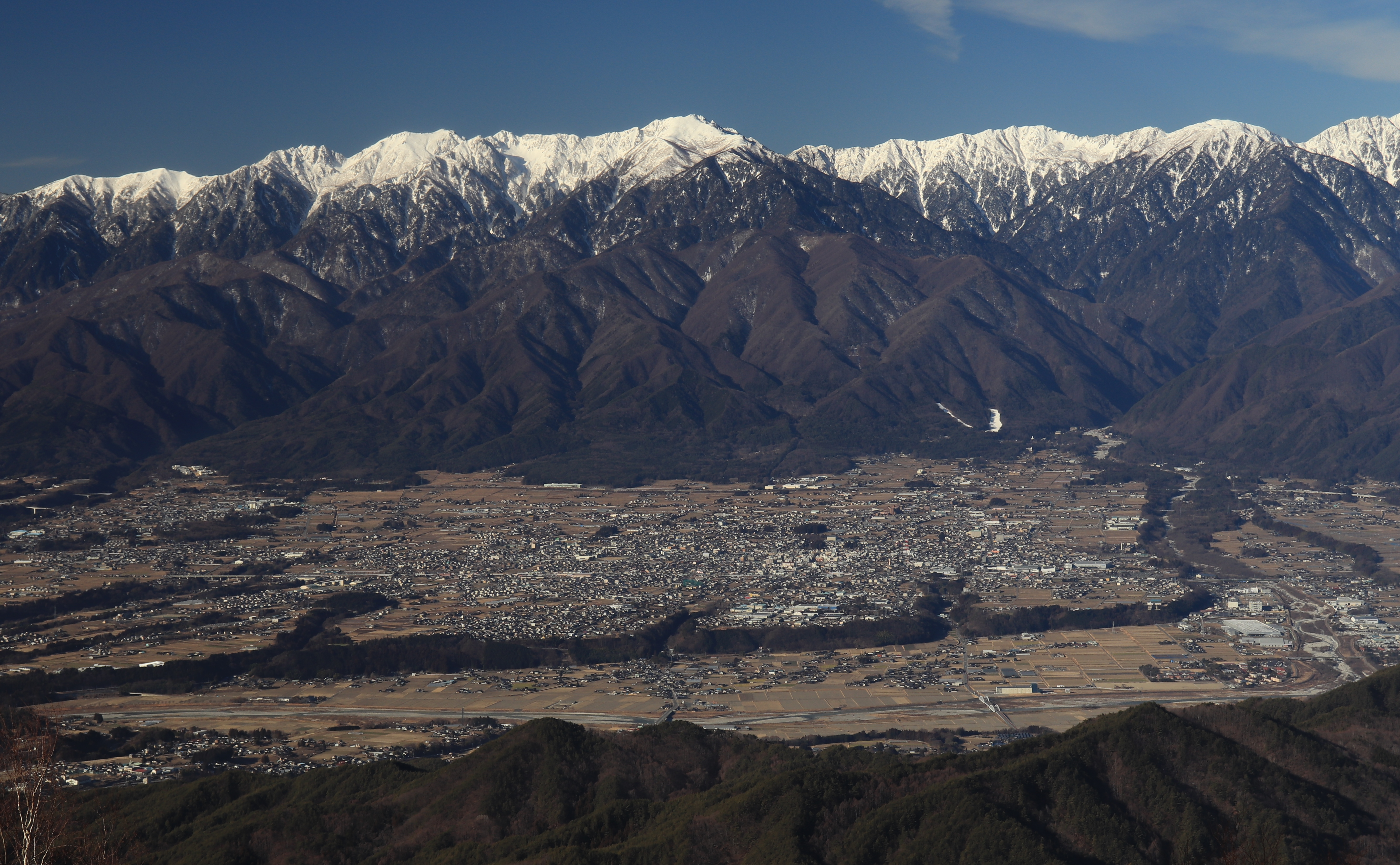
從戶倉山眺望伊那谷與木曾山脈，山谷中為駒根市

1954年4月1日，上伊那郡的赤穗町、宮田町、中澤村與伊那村正式合併為駒根市，新的市名由當地學校透過電話公開徵求，僅3天即決定
，市名意為木曾駒岳的山腳，但木曾駒岳並非座落於此市。除了駒根，候選市名還有「瑞穗」「天龍」「伊南」「信濃」等，「駒根」之名亦來自鄰近宮田町的一處露營場，而木曾郡上松町的舊名也為「駒根村」。
宮田町對於合併案採取相當消極的態度，因為該町的町民大會有9成5反對合併，公民投票也有88%的反對票。因此被併入駒根市之後10天，宮田町就申請脫離駒根市，而於1956年9月30日從駒根市分出，改制為宮田村。
駒根市原預定於2005年與上伊那郡飯島町、中川村合并為「中央阿爾卑斯市」（中央アルプス市），但因大多數居民無法接受新的市名，投票未通過，而撤回合併申請案。

## 交通
境內有東海旅客鐵道的飯田線通過。

### 鐵路
- 飯田線 : 伊那福岡站 - 小町屋站 - 駒根站 - 大田切站

### 高速公路
- 中央自動車道

## 出身名人
- 蘆部信喜：憲法學者
- 小町谷照彦：日本文學學者